# Hochstift Paderborn
Das Hochstift Paderborn, auch als Fürstbistum Paderborn oder zeitgenössisch als Stift Paderborn bezeichnet, war ein Ständestaat und geistliches Territorium des Heiligen Römischen Reiches Deutscher Nation im östlichen Westfalen, das sich im Hochmittelalter herausbildete und bis zur Neuzeit 1802/03 bestand. Es war der weltliche Herrschaftsbereich der Fürstbischöfe von Paderborn. Davon zu unterscheiden ist der größere Bereich der kirchlichen Diözese, der geistliche Seelsorgebereich des Bistums Paderborn. Seit dem 16. Jahrhundert war das Stift Teil des Niederrheinisch-Westfälischen Reichskreises.

## Geografie
Das Hochstift Paderborn umfasste in etwa das Gebiet der heutigen westfälischen Kreise Paderborn und Höxter mit Ausnahme des Bereiches um die Stadt Höxter, der das Territorium der Fürstabtei Corvey (ab 1779 Fürstbistum) bildete. Essentho, Meerhof, Oesdorf und Westheim des früheren Amtes Wünnenberg im ehemaligen Kreis Büren sind heute Teil der Stadt Marsberg im Hochsauerlandkreis. Das Amt Lügde (heute Kreis Lippe) war spätestens ab 1618 integraler Bestandteil des Hochstifts und bildete eine Exklave des Hochstifts. Eine gemeinsame paderbornisch-lippische Verwaltung existierte seit dem 14. Jahrhundert für die Samtämter Oldenburg, Stoppelberg und Schwalenberg. Grevenhagen bildete eine lippische Exklave im Hochstift. Der Kernbereich des ehemaligen Hochstifts liegt beiderseits des Eggegebirges zwischen Senne und Warburger Börde, zwischen Weser und Sauerland, gegliedert in den durch die Egge getrennten östlichen Oberwaldischen und den westlichen Unterwaldischen Distrikt.
Die Diözese umfasste stets weitere Gebiete, so auch die meisten nördlichen, südlichen und östlichen (nach der Reformation oft nicht mehr katholischen) Nachbarterritorien des Hochstifts.
Nachbarländer des Territoriums waren die Fürstentümer Lippe, Braunschweig-Wolfenbüttel und Waldeck, die Grafschaften Ravensberg (Brandenburg-Preußen), Pyrmont und Rietberg, die Landgrafschaft Hessen-Kassel, das Fürstentum Calenberg-Göttingen/Kurfürstentum Braunschweig-Lüneburg, das Herzogtum Westfalen und das Stift Corvey.

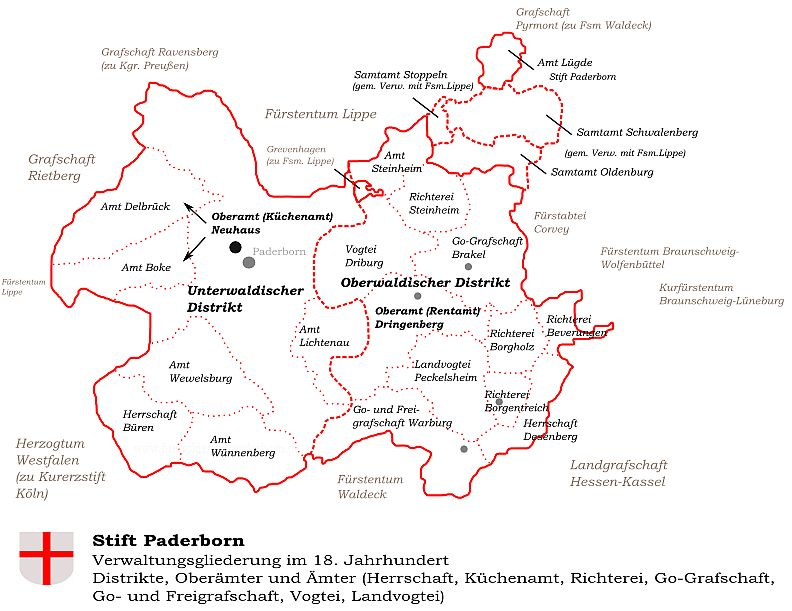
Administrative Gliederung des Hochstifts im 18. Jahrhundert
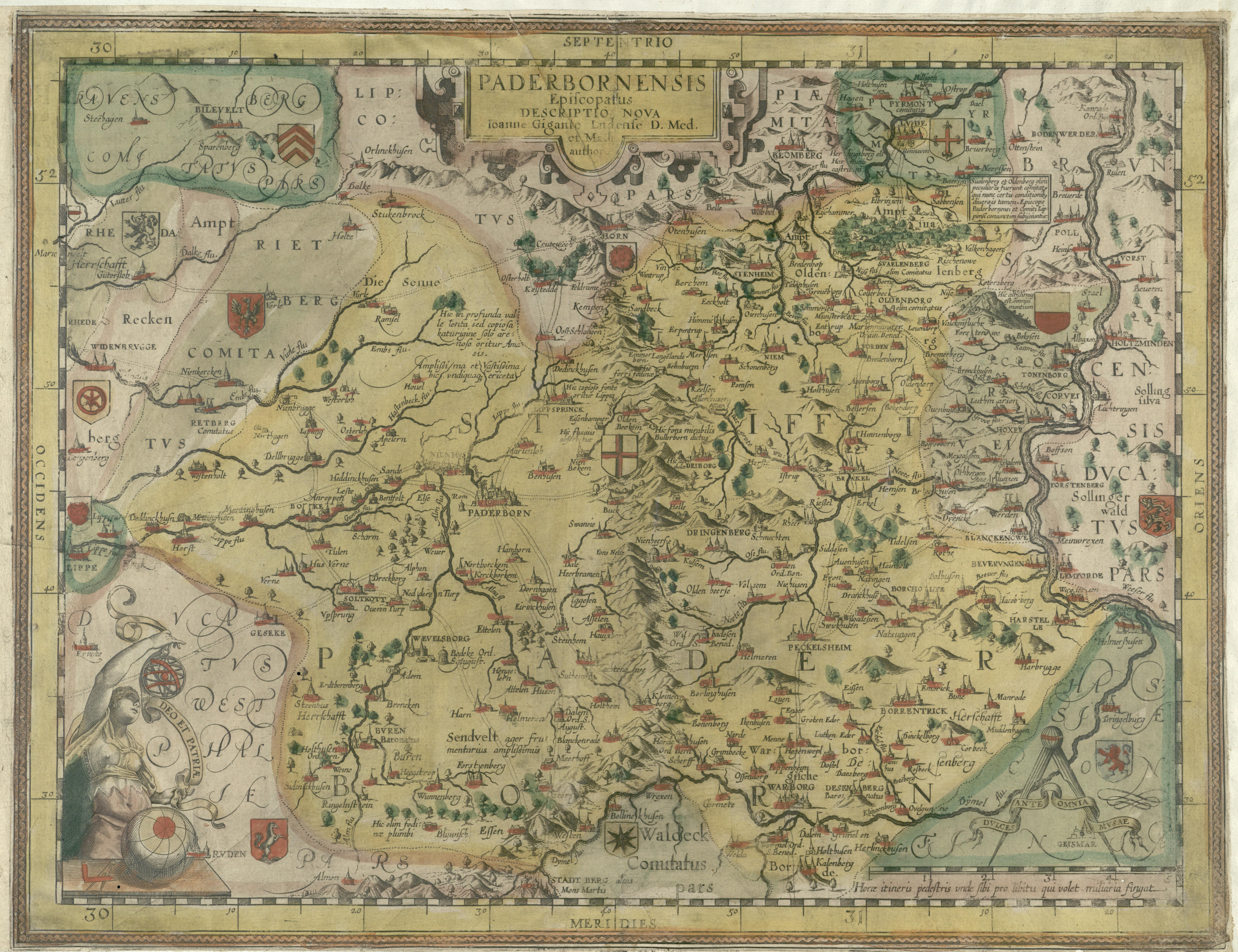
Johannes Gigas, zwischen 1620 und 1635
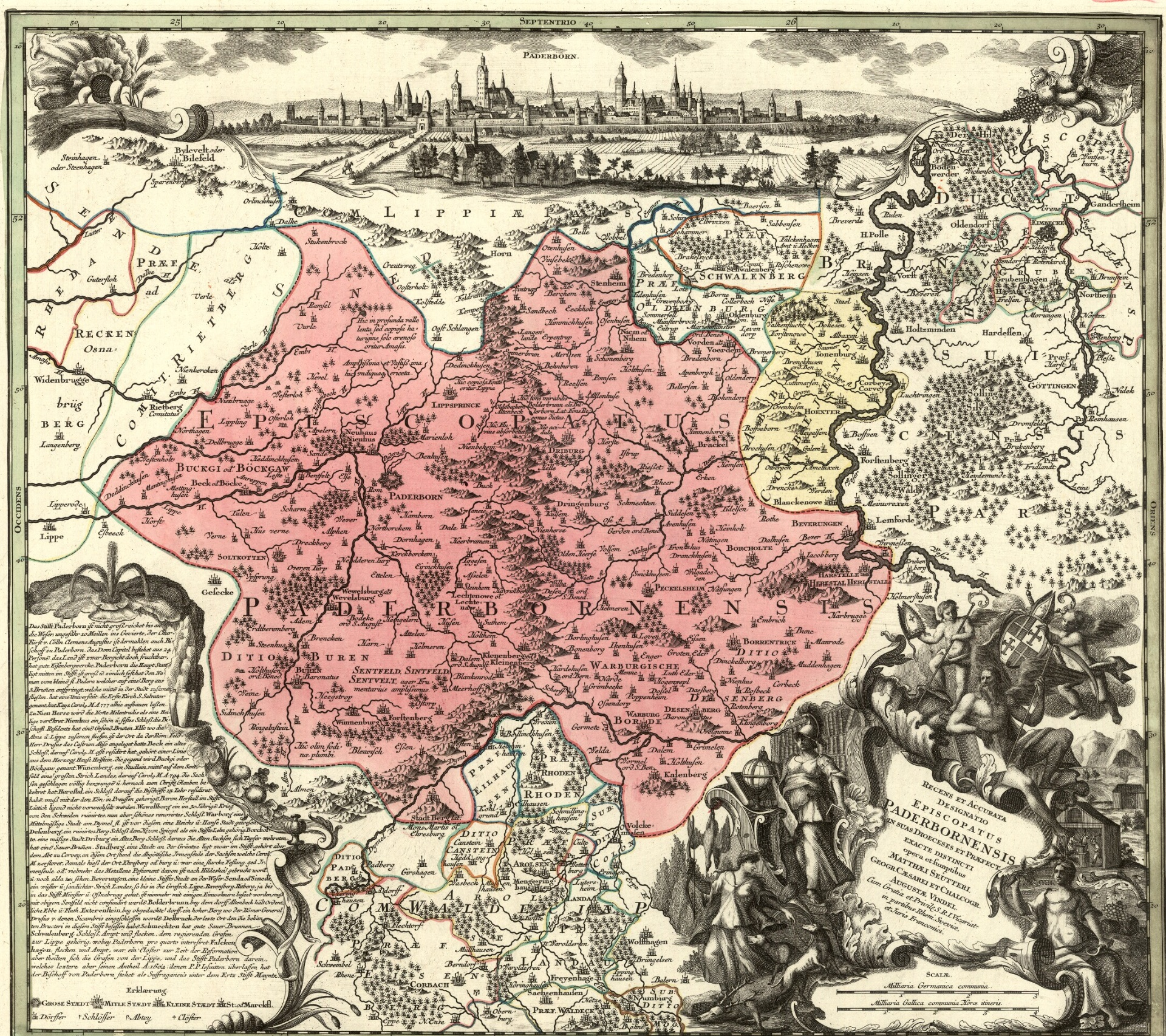
Matthäus Seutter: Karte des Hochstifts um 1750

## Geschichte
Auf dem Gebiet des Bistums entwickelte sich im Laufe der Jahrhunderte das Territorium Hochstift Paderborn, das erst 1802 durch preußische Besetzung aufgelöst wurde. Von einer Landeshoheit bzw. Staatlichkeit des Hochstifts kann nur vom Hochmittelalter (14. Jahrhundert) bis zum Beginn des 19. Jahrhunderts gesprochen werden.

### Paderborner Bischöfe als Landesherren
Die Liste der Bischöfe von Paderborn ist lang. Seit dem 8. Jahrhundert sind 66 Bischöfe bekannt. Etwa 28 Landesherren waren seit dem 14. Jahrhundert bis 1802 Fürstbischöfe im heutigen Verständnis. Hathumar (806–815) war der erste Bischof von Paderborn, Bernhard V. (1321–1341) gilt als der erste Fürstbischof. Franz Egon (seit 1789) war das letzte Landesoberhaupt; blieb aber bis 1825 der kirchliche Oberhirte der Diözese. Zu den bedeutendsten Fürstbischöfen zählen neben dem Schöpfer der ersten Landesverfassung „Privilegium Bernhardi“ Bernhard V. und Heinrich III., der als erster Landesherr wirklich zwischen seinen geistlichen und weltlichen Aufgaben trennte. In den folgenden Jahrhunderten bedienten sich die meisten Landesherren der Weihbischöfe, die das geistliche Amt ausführten. Während der Reformationszeit war mit Heinrich IV. sogar ein Protestant Landesherr.
Als neuzeitlich bedeutendster Fürstbischof trat zunächst Dietrich IV. in Erscheinung. Trotz der Forcierung der Hexenprozesse war er der Gründer der ersten westfälischen Universität. Eine kulturelle und geistige Blüte verschaffte dem kleinen Territorium Bischof Ferdinand II. (1661–1683). Seine hervorragenden Kontakte zur Römischen Kurie des Papstes ließen das Hochstift eine eigenständige Rolle spielen. Beide Bischöfe aus dem Hause von Fürstenberg konzentrierten sich auf ihr Land und waren wissenschaftlich interessierte Stifter und Bauherren des Hochbarock. Als später aufgeklärter Reformer kann Bischof Friedrich Wilhelm gelten, auch wenn seine Reformen vor dem Untergang des geistlichen Territoriums keinen Schutz boten. Insgesamt sind nur diejenigen Bischöfe auch erfolgreich gewesen, die sich auf das Paderborner Territorium konzentrieren konnten und überwiegend dort regierten. Auf der anderen Seite boten die auswärtigen Landesherren, die in Personalunion mit anderen geistlichen Territorien standen, einen gewissen, und wie das Beispiel Clemens August zeigt, oft vergeblichen außenpolitischen Schutz vor Annexion größerer weltlicher Territorialstaaten.

### Vorgeschichte

#### Bistumsgründung durch die Karolinger
Das Bistum Paderborn wurde in Sachsen 799 durch Papst Leo III. und den fränkischen König Karl den Großen im Pfalzort Paderborn errichtet. Ein genaues Datum ist nicht überliefert. Schon Jahre zuvor wurde die Bistumsgründung durch die Franken vorbereitet. Der Gründung dienten seit 798 Enteignungen altsächsischen Eigentums. Im Jahre 799 floh Papst Leo III. vor römischen Unruhen zu Karl nach Paderborn. Die Bistumsgründung steht in unmittelbarem Zusammenhang mit der Flucht Leos III. aus Rom und den sich anschließenden Verhandlungen mit Karl in Paderborn zur Wiederbegründung des weströmischen Kaisertums. Nur ein Jahr später ließ sich Karl in Rom zum neuen römischen Kaiser krönen. Dem Bistum Würzburg unterstehend war das Bistum in den ersten Jahren noch nicht eigenständig. Schon der erste Bischof, der Sachse Hathumar, wurde in Würzburg ausgebildet. Um 805 erst ist das Wirken des ersten Bischofs im Bistum selbst nachweisbar. Zahlreiche Reichsversammlungen sind auch nach Karl im damals wichtigsten Bistum des alten Sachsens nachweisbar: bei Ludwig dem Frommen 815 und bei Ludwig dem Deutschen 840 und 845. Eine erste rechtliche Aufwertung erfuhr das Bistum 822 durch Ludwig den Frommen mit der Verleihung der Immunität, die adlige Gerichtsbefugnisse im Territorium ausschloss. Karl III. übertrug 885 dem Domklerus das Recht der freien Bischofswahl. Eine in der Geisteswelt des frühen Mittelalters nicht minder wichtige religiöse Aufwertung erfuhr das Bistum durch zahlreiche Stifts- und Klostergründungen (Corvey 822, Böddeken 836, Niggenkerken 863, Neuenheerse 868) und Reliquientranslationen: Hl. Liborius nach Paderborn und St. Veit nach Corvey 836.

#### Ottonische Blütezeit
Ende des 9. Jahrhunderts führten die Streitigkeiten um das Erbe der Karolinger im Frankenreich auch im Bistum Paderborn zu Konflikten zwischen dem fränkischen Haus der Konradiner und dem (ost-)sächsischen Haus der Liudolfinger, den späteren Ottonen. Das Bistum lag am handelspolitisch wichtigen Hellweg zwischen dem Hausbesitz der Liudolfinger im Harz/Magdeburgischen und dem niederrheinischen Königsbesitz und Aachen. Der liudolfingisch geprägte Bischof Meinwerk (1009–1036) verstand es, die Nähe zu den neuen Königen aus Sachsen für sich und sein Bistum zu nutzen. In seiner Zeit kam es zur eigentlichen Konsolidierung des Bistums. Er selbst vermachte diesem seine Erbgüter und erwarb weiteren Grundbesitz. Nicht zuletzt sicherte er dem Bistum mehrere Grafschaften. In diese setzte er Ministeriale ein. Diese Maßnahmen schwächten die Macht des alten Adels. Große Bedeutung hatte er auch für den monastischen Bereich. Heinrich II. überließ ihm das Reichskloster Helmarshausen und das Stift Schildesche. Neu gegründet wurden das Abdinghofkloster sowie das Kloster Busdorf. Damit verfügten die Bischöfe über sechs Eigenklöster oder -stifte. Wirtschaftlich und politisch erlebte das Bistum unter Meinwerk eine zweite Blütezeit, die als Musterbeispiel eines königsnahen Reichsbischofs gelten konnte.

#### Regionale Beschränkung
Machtpolitische und erste territoriale Freiheiten, die Meinwerk dem Bistum verschafft hatte, wurden in der Folgezeit, als das deutsche Königtum im 12. Jahrhundert mit den Staufern seinen Schwerpunkt nach Süddeutschland verschob, eingeschränkt. Das nun nicht mehr zentral liegende und damit in seiner überregionalen Bedeutung eingeschränkte Bistum geriet in regionale Konflikte, die auch durch den Investiturstreit verschärft wurden. Vor allem die Grafen von Werl und später insbesondere die Erzbischöfe von Köln suchten eine territoriale Ausweitung auf Kosten des Bistums Paderborn. Bei der Zerschlagung des Herzogtums Sachsen 1180 durch Barbarossa nach der Entmachtung Herzog Heinrichs des Löwen wurde das Bistum dem neuen Herzogtum Westfalen und Engern zugeschlagen; die Herzogswürde erhielt der Erzbischof von Köln. Ein wichtiges Mittel, die Macht zu behaupten und möglichst zu erhalten, waren die recht zahlreichen Städtegründungen.

#### Kölnisch-Paderbornischer Konflikt
Die regionale Schwäche des Bistums führte zunächst zu Konflikten mit den unmittelbaren Nachbarn. Die Grafen von Schwalenberg, die Edelherren von Brakel und die Grafen von Everstein, die Erzbischöfe von Mainz, die Herren von Schöneberg, die Herren von Büren und die Edelherren zur Lippe ließen die weltliche Herrschaft auf ein Minimum beschränkt.
Gleichzeitig emanzipierte sich die Stadt Paderborn von der Bischofsmacht. Die Erzbischöfe von Köln suchten auch in der Bürgerschaft Verbündete zur Schwächung des Paderborner Bischofs. So bewegten die Kölner Erzbischöfe Philipp von Heinsberg (1167–1191) und Engelbert I. von Berg (1216–1225) Klöster und Stifte zum Abschluss von Bündnissen mit Köln. Engelbert unterstützte 1217 die Selbstbestimmung der Stadt Paderborn. Auch die Gründung und Aufwertung von Städten im Herzogtum Westfalen wurden von ihm unterstützt (unter anderem Werl, Geseke, Brilon, Obermarsberg und Rüthen).
Nach Engelberts Ermordung 1225 ließ der Druck Kölns auf Paderborn zunächst nach, aber schon Konrad von Hochstaden setzte als Kölner Erzbischof den Expansionskurs seiner Vorgänger fort. Da mit Bischof Simon I. (1247–1277) erstmals auch ein Paderborner Bischof eine aktive Territorialpolitik betrieb, kam es zur gewaltsamen Konfrontation. In der Schlacht auf dem Wülferichskamp 1254 bei Dortmund schlugen die Kölner die Paderborner Truppen. Das Paderborner Bistum drohte nun ganz an Köln zu fallen. Die Schlacht von Worringen am 5. Juni 1288 beendete jedoch die Kölner Expansion jäh. Köln musste sich auf das Territorium Herzogtum Westfalen und der Erzbischof sich auf den Titel eines Herzogs von Westfalen-Engern beschränken. Die Auseinandersetzungen zwischen Paderborn und Köln sollten für das kommende Jahrhundert ausgesetzt werden, da sich beide Herrschaften um den inneren Ausbau ihrer Territorien kümmerten.

### Die Entstehung der fürstlichen Landesherrschaft und Verwaltung

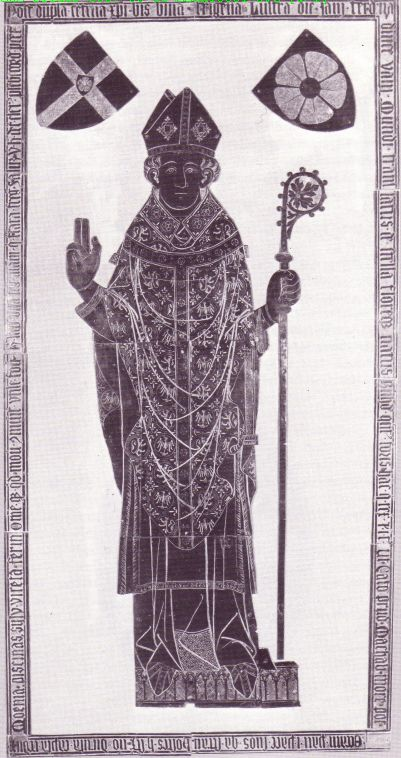
Der Begründer des Hochstifts Bernhard V. (1321–1341)

Waren die Bischöfe seit dem 9. Jahrhundert Gerichtsherren über ihre Bauern auf ihrem Hausbesitz, so entwickelten sich unter Bischof Bernhard II. erste weltliche Amtsträgerschaften auch anderer Gebiete des Bistums. Die Grafen von Schwalenberg-Waldeck übergaben dem Bischof das wichtige Vogtei-Amt, das eigentlich die weltliche Vertretung des Bischofs darstellte. Nunmehr waren geistliche und weltliche Aufgaben in Bernhards II. Hand. Auch die wachsende Bedeutungslosigkeit des Königsdienstes der sächsischen Paderborner Bischöfe ließ Raum für den Ausbau der territorialen Herrschaft.
Bischof Bernhard V. gilt als der eigentliche Schöpfer des Hochstifts Paderborn. Schon unter seinen direkten Vorgängern Günther I. und Dietrich II. war er der eigentliche Kopf der Landesherrschaft. Auf der einen Seite verdankte er seine Macht den erstarkten Landständen, auf der anderen Seite konnte er durch ein neues Grundgesetz seine Macht durch Einbindung der ständischen Macht des Adels, des Domkapitels und der Städte für sich nutzen. Erstmals 1309 wurde ein ständischer Rat geschaffen, der aus je vier Domherren und Ministerialen und je zwei Bürgern der Städte Warburg und Paderborn bestand. Die gegenseitige Abhängigkeit, zumal in einer krisenhaften Situation, formte allmählich verfassungsähnliche Gesetze heraus, die mehr und mehr das Hochstift Paderborn herauskristallisierten.
Neben den verfassungsrechtlichen Neuregelungen sind für die Jahre von Bischof Bernhard V. auch die umfangreichen Stadtgründungen von Bedeutung. In kaum einem Gebiet Westfalens hat es im Mittelalter eine ähnliche Dichte von Städten gegeben. Hierbei legte er neben den Neugründungen besonderen Wert auf die Konsolidierung der Herrschaft. In seiner Zeit rundete sich das Gebiet des Hochstifts so ab, wie es bis zu seinem Ende 1802/03 bestehen sollte.
Bernhards V. militärische und städtebauliche Maßnahmen führten das Land aber auch in eine schwere finanzielle Krise, zu deren Beilegung wieder ein Verfassungsakt notwendig wurde. Im Privilegium Bernhardi wurden die adeligen Landstände und der Fürstbischof auf einen gegenseitigen Beistandspakt eingeschworen. Auch die Städte folgten dem Beispiel.
Die Städtegründungen waren vor allem Maßnahmen zur Schaffung landesherrlicher Infrastruktur. Seit dem Ende des 13. Jahrhunderts bildeten sich Ämter, die vor allem der steuerlichen, polizeilichen, militärischen und rechtlichen Kontrolle dienten. Dies erfolgte nicht zentralistisch, sondern ungleich, basierend auf bestehenden Titeln und Ämtern, so dass einige Bezeichnungen irreführend waren. So hieß in Nieheim der Amtmann Richter, obgleich er nicht Recht sprach, andere Bezeichnungen waren Landvogt (Peckelsheim), Go- und Freigrafen (Warburg).
Ende des 14. Jahrhunderts wurden mit den Oberämtern Mittelinstanzen geschaffen, die ebenfalls bis zum Ende des Territoriums bestehen blieben. Die Burg Dringenberg und die Burg Neuhaus bildeten jeweils einen östlichen bzw. westlichen Distrikt, später Ober- und Unterwalden genannt, getrennt durch die natürliche Barriere Eggegebirge und beherrscht von den Städten Warburg bzw. Paderborn. Die Verwaltungsstruktur war sehr den historischen Gegebenheiten angepasst und muss aus Sicht von späteren westphälisch-französischen bzw. preußisch-deutsch zentralistischen Verwaltungsreformern als sehr rückständig erscheinen. Ein Blick auf die Verfassungswirklichkeit eines sehr modernen Staatengebildes wie die des Vereinigten Königreiches von Großbritannien und Nordirland zeigt, wie Traditionen inkohärent weiter bestehen können.

### Politische und Demographische Krise im 14./15. Jahrhundert
Im 14. Jahrhundert brach der Paderborn-kölnische Konflikt wieder auf. Anlass war eine Fehde innerhalb der Familie des Paderborner Bischofs Wilhelm I. von Berg. Die Bürger der Stadt Paderborn und Wilhelms Vater suchten Unterstützung beim Kölner Erzbischof Friedrich III. von Saarwerden (1370–1414). Die Fehde endete in einem offenen Krieg. Friedrichs Nachfolger, der Administrator Bischof Dietrich III. von Moers (1414–1463) suchte schließlich den Aufbau eines rheinisch-westfälischen „Superterritoriums“ unter Kölner Führung. Die geplante Verschmelzung der Kölner und Paderborner Territorien blieb aber auf Grund des Widerstandes der Paderborner Landstände erfolglos. Eine weitere gewaltsame Auseinandersetzung bildete die 1464 ausgebrochene Hessen-Paderbornische Fehde zwischen Fürstbischof Simon III und Ludwig II. von Niederhessen. Die Fehde endete mit einem Waffenstillstand 1471.
Die politischen Krisen im Zusammenhang mit der Kölner Expansionspolitik können nicht losgelöst von der viel schlimmeren Naturkatastrophe gesehen werden, die über das Territorium seit der Mitte des 14. Jahrhunderts hereinbrach. Der Paderborner Chronist Gobelinus Person beschrieb die Auswirkungen der großen Beulenpest, die im Jahre 1348 aus dem Mittelmeerraum kommend auch weite westfälische Gebiete menschenleer machte. Neben der bäuerlichen und städtischen Bevölkerung war auch der Adel enorm betroffen. Von etwa 130 Angehörigen des Rittertums waren im Zeitraum von 1340 bis 1445 nur noch um die 50 übrig. Nur im entlegeneren oberwaldischen Distrikt konnten sich viele Adelsfamilien halten. Von der einfachen Bevölkerung sind keine genauen Zahlen bekannt. Am schlimmsten betroffen war das Sintfeld im unterwaldischen Südosten des Landes. Von 41 Siedlungen konnte sich nur noch die Stadt Wünnenberg halten. Der Rest fiel wüst. Der Adel selbst reagierte mit Abschottung. Nicht von ungefähr galt seit dieser Zeit für die Mitglieder des Domkapitels die Regel, dass beide Eltern adeligen Ursprungs sein sollten.

### 16. Jahrhundert und Reformationszeit

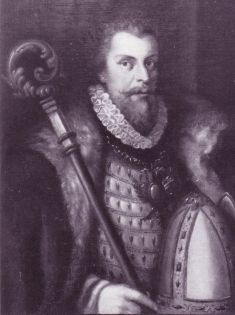
Der protestantische Fürstbischof Heinrich IV. (1577–1585)

Die Seuchen-Katastrophen des 14. und 15. Jahrhunderts klangen ab 1500 ab. Das Territorium konnte sich allmählich konsolidieren. Dabei musste die fürstbischöfliche Herrschaft zum Teil empfindliche Machteinbußen hinnehmen. Insbesondere die Städte Paderborn und Warburg, zum Teil auch Brakel konnten sich gegenüber der klerikalen Herrschaft emanzipieren. Die Seuchen der vergangenen Jahrzehnte bewirkten zusätzlich, dass ein großer Teil der Adelsfamilien ausstarb. Die übriggebliebenen Familien entsprachen zunehmend dem frühneuzeitlichen Bild der Gutsherren, die anstatt in Burgen in herrschaftlichen Gutshöfen Einfluss auf das Leben im und auf dem Lande nahmen. Die Bauern jedoch konnten sich in bescheidenem Maße von den Gutsherren lösen. Vor allem im Oberamt Dringenberg nahmen die freien Meier zu, wenn auch in weiten Teilen des nördlichen unterwaldischen Distrikts die Bauern als „Eigenbehörige“ vom adeligen Vormund abhängig blieben.
Das Hochstift blieb auch zu Beginn der Neuzeit ein stark kirchlich geprägtes Territorium. Allen voran stand der Fürstbischof. Auch das Nachbarstift, die Fürstabtei Corvey übte Einfluss auf das weltliche und geistliche Leben im Paderbornischen aus. Größte Bedeutung hatten die zahlreichen Klöster: Benediktiner herrschten und wirkten im Paderborner Abdinghofkloster, in Gehrden, Helmarshausen, Marienmünster und Willebadessen; als Kollegiatstifte bestanden das Paderborner Busdorfkloster, Neuenheerse, Böddeken und Dalheim. Zisterzienser bildeten Gemeinschaften in der Paderborner Gaukirche, in Hardehausen, Holthausen, Wormeln und Brenkhausen. In Paderborn lebten ferner Franziskaner, in Warburg Dominikaner. Im Zuge der devotio moderna konnten sich Reformklöster der Augustiner etablieren, wie Böddeken und Dalheim. Gleichzeitig konnten sich zahlreiche neue städtische Pfarreien emanzipieren, allen voran die Marktkirche in Paderborn.
In diesem Umfeld der adeligen, städtischen und reformkirchlichen Fortentwicklung wuchs aber auch die Volksfrömmigkeit und damit auch die Öffnung zu reformatorischen Bewegungen.
Die im frühen 16. Jahrhundert große Erfolge feiernde Reformation setzte sich vor allem in den Nachbarterritorien des Hochstifts durch. Die Landgrafschaft Hessen wurde 1527, die Grafschaft Lippe 1538 reformiert. Vor allem die Reformation bei den nördlichen Nachbarn war für den Paderborner Bischof schmerzlich, gehörten sie doch zur geistlichen Diözese des Bistums. Da wo allerdings die weltliche Herrschaft des Fürstbischofs und des Domkapitels bestand, konnten sich mittelfristig die römisch-katholischen Strukturen durchsetzen. Zunächst öffneten sich die Bürger der Hauptstadt Paderborn den reformatorischen Ideen. Etwa 1525 wendeten sich in Paderborn vermehrt Bürger dem neuen Glauben zu. Für 1526 ist eine erste evangelische Predigt durch den sächsischen Hofprediger Friedrich Myconius belegt.
Zur Zeit Hermanns von Wied konnte die reformatorische Entwicklung nur zeitweise zurückgedrängt werden. Zur Zeit Johanns von Hoya war das Hochstift überwiegend protestantisch. Immerhin gelang ihm die Wiederherstellung des katholischen Gottesdienstes in der Stadt Paderborn. Zur Zeit von Heinrich von Sachsen-Lauenburg, der selbst Protestant war, war das Land wieder fast gänzlich protestantisch.

### Gegenreformation und Konfessionalisierung

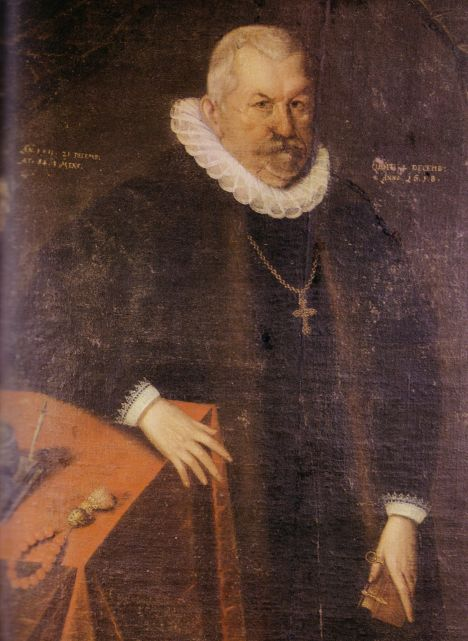
Der Bischof der Gegenreformation: Dietrich IV. (1585–1618)

Dies änderte sich in der Zeit von Bischof Dietrich von Fürstenberg. Unter seiner Herrschaft begannen die Gegenreformation und die katholische Konfessionalisierung im Hochstift Fuß zu fassen. Im Klerus führte er Reformen im Sinne des Konzils von Trient ein. Durch ein fürstbischöfliches Druckmonopol gewährleistete er, dass liturgische Texte und andere Schriften den Normen der katholischen Konfession und dem Interesse des Landesherren entsprachen. Die Agende von 1602 sollte die Sakramentspendung im katholischen Sinn durchsetzen. Geistliche mussten sich zum Katholizismus bekennen oder ihr Amt aufgeben. Gegen Laien ging Dietrich teils mit Repressionen vor. Zur Bildung der Geistlichkeit im gegenreformatorischen Sinn und zur Durchsetzung der katholischen Konfession insgesamt stützte sich der Bischof vor allem auf die Jesuiten. In seiner Zeit entstand das Gymnasium Theodorianum und die Universität.
Teilweise damit verbunden war die Auseinandersetzung mit den Landständen. Diese schlossen sich zur Abwehr der landesherrlichen Machtansprüche mehrfach zu Einigungen zusammen. Im Jahr 1604 wurde die Stadt Paderborn vom Bischof unterworfen und dessen aufständischer, protestantischer Bürgermeister hingerichtet. Die im Laufe der Jahrhunderte gegen die Bischöfe erstrittenen Rechte gingen Paderborn weitgehend verloren. Insgesamt gelang es aber nicht, eine absolutistische Herrschaft im Land aufzubauen. Auch nach Dietrich blieben Fürstbischöfe auf die Zustimmung der Landstände angewiesen.
Unter Dietrich von Fürstenberg wurde auch ein bereits seit längerem bestehender Grenzstreit mit der Landgrafschaft Hessen-Kassel beigelegt.

### Dreißigjähriger Krieg
Der nicht aus rein konfessionellen Gründen geführte Dreißigjährige Krieg hatte auf das wieder fest in katholischer Hand liegende Hochstift große Auswirkungen. Außenpolitisch und wirtschaftlich war das Paderborner Land in einer unbedeutenden Rolle. Militärisch bedeutungslos erfüllte es nur seine Verpflichtungen innerhalb des Niederrheinisch-Westfälischen Reichskreises auf der katholischen Seite des Kaisers. Dennoch traf der „immerwährende Krieg“ das Land vergleichsweise hart. Das Leid für die Bevölkerung war groß. Plünderungen und Einquartierungen beider Seiten bluteten Mensch und Land aus. In der ersten Kriegsphase bis 1622 kam es nur zu indirekten Einwirkungen. Vor allem Truppen der Protestantischen Union zogen immer wieder plündernd durch das katholische Gebiet. Die erste direkte Besetzung der Hauptstadt Paderborn erfolgte durch den „Tollen Christian“ Christian von Braunschweig. Von Januar bis Mai 1622 wurde die Stadt ausgeplündert und de facto protestantisch, die marodierenden Truppen zogen aber wieder ab. Bis heute unvergessen blieben der Raub des Liborischreins und des Domschatzes und die folgende Prägung des „Pfaffenfeindtalers“. Der kölnische Kurfürst Ferdinand von Bayern, neben fünf weiteren Territorien auch Fürstbischof von Paderborn, stellte erstmals 1627 Stiftstruppen auf, doch konnte das Regiment Blanckart keinen wirksamen Schutz bieten. Vor allem in der zweiten Hälfte des Krieges litt das Land unter wechselnden Besetzungen. 1630 konnte der neue protestantische Führer König Gustav II. Adolf von Schweden den hessen-kasselschen Landgrafen Wilhelm V. als Verbündeten gewinnen. Versprochen wurden ihm mehrere katholische Territorien, unter anderem das benachbarte Paderborn. Nach der misslungenen Einnahme des stärkeren Hochstifts Münster 1632 besetzten die hessen-kasselschen Truppen unter General Peter Melander von Holzappel für vier Jahre das Hochstift. Erst 1636 konnte der kaiserliche General Johann von Götz die Hessen vertreiben. Überfälle blieben aber auch in den Folgejahren nicht aus. 1640 besetzten erstmals schwedische Truppen auf ihrem Rückzug von Böhmen das Hochstift, wurden aber Ende des Jahres von der Hauptarmee des Kaisers unter Erzherzog Leopold Wilhelm wieder daraus vertrieben. Die schweren Verwüstungen wiederholten sich noch einmal 1646. Schwedische Truppen unter Carl Gustaf Wrangel eroberten die Bistumsstadt Paderborn im April des Jahres, die Stadt erhielt daraufhin eine hessen-kasselsche Besatzung. Schon ein halbes Jahr später wurde sie jedoch von kaiserlichen Soldaten zurückerobert. Die Kaiserlichen und die von Ferdinand I. einberufene Kreisdefension konnten die Hessen nicht nachhaltig aus dem Hochstift vertreiben, verteidigten die Stadt Paderborn aber erfolgreich gegen weitere Angriffe. Zuletzt hob der kaiserliche General Guillaume de Lamboy im Oktober 1648 eine Belagerung durch die Hessen auf.
Das Hochstift war innerhalb Westfalens wohl das am stärksten betroffene Gebiet. Allein die Stadt Paderborn wurde 16 Mal erobert oder belagert. Die Zahl der Einwohner im Hochstift war vor allem durch zwei Pestepidemien um ein Drittel zurückgegangen. Eine drohende Annexion durch die Landgrafschaft Hessen-Kassel konnte durch das militärische Patt in Westfalen zu Kriegsende und durch französischen Widerspruch bei den Verhandlungen zum Westfälischen Frieden abgewendet werden. Wirtschaftlich lag das Land aber darnieder. Kontributionszahlungen an hin und wieder durchziehende Heere, dauerhafte Abgaben an einquartierte Soldaten und stark erhöhte Steuern, um diese Zahlungen leisten zu können, belasteten Haushalt und Bevölkerung des Hochstifts. Bis 1651 folgten noch Entschädigungszahlungen an Hessen und Schweden, die diese auf dem Friedenskongress zur Auflösung ihrer Heere durchgesetzt hatten.

### Hexenprozesse im Hochstift Paderborn
Im Hochstift Paderborn sind zwischen 1510 und 1702 Hexenprozesse gegen 260 Personen nachweisbar. Sie endeten in mindestens 204 Fällen mit der Hinrichtung oder dem Tod in der Haft, in 18 Fällen mit der Freilassung, der Ausgang der restlichen Verfahren ist unklar. Der Anteil der Frauen liegt bei rund 70 %. Kinder wurden nur vereinzelt angeklagt.
Die Quellenlage ist für die Adelsherrschaften der Familien von Büren und Westphalen sehr gut, für die Justiz des Landesherrn leider sehr schlecht, so dass die obigen Zahlen nur eine Untergrenze darstellen.
Einzelne Prozesse sind um 1510 nachweisbar, dann seit 1555, kontinuierlicher seit 1572. Drei größere Verfolgungswellen sind in dem Jahrzehnt nach 1590, zwischen 1628 und 1631 und zwischen 1656 und 1659 zu verzeichnen. Der Höhepunkt der Verfolgungen war mit mindestens 85 Opfern um 1630. Allein in der Herrschaft Büren wurden zwischen dem 17. März und dem 15. April 1631 50 Personen hingerichtet.
Im Bereich der Gerichtsbarkeit des Domkapitels im Hochstift Paderborn wurden von 1597 bis ca. 1611 Hexenprozesse in Borchen durchgeführt. Führender Kopf dieser Hexenverfolgung war der Syndikus des Domstifts, Licenciat Johann Moller. 13 Menschen aus Etteln wurden angeklagt, neun Personen wegen angeblicher Zauberei verbrannt, darunter Elisabeth Schaefer und Margaretha Vogt. Das Schicksal der Frauen „Die Josepsche“ von Etteln und Gertraud Kneips zeugen vom Machtmissbrauch und sexueller Ausnutzung der Opfer durch Hexenrichter Moller und seiner Kollegen.
Hohe Wellen schlug der Prozess, den Bischof Dietrich von Fürstenberg (reg. 1585–1618) 1600/01 gegen den Prior, den Subprior und zwei weitere Mönche des Augustinerchorherrenklosters Dalheim durchführte.

### Barocker Aufschwung unter FerdinandII.

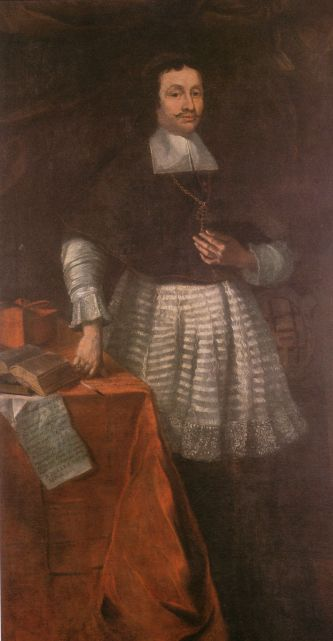
Der aufgeklärte Landesfürst Ferdinand II. (1661–1683)

Der Wiederaufbau nach dem Dreißigjährigen Krieg verzögerte sich, weil das Land hohe Kriegsentschädigungen an Hessen zu leisten hatte. Er setzt im Wesentlichen unter Fürstbischof Ferdinand II. (von Fürstenberg) ein. Sein großes barockes Bauprogramm etwa diente nicht zuletzt dazu, Beschäftigungsmöglichkeiten zu schaffen. Hinzu kamen weitere innenpolitische Reformmaßnahmen im Bereich des Rechts, der Wirtschaft und des Schulwesens. Wissend um die Schwäche des Landes, verhielt sich der Bischof in den kriegerischen Auseinandersetzungen seiner Zeit möglichst neutral, neigte aber zur Unterstützung Frankreichs. Von großer Bedeutung war seine Förderung von Wissenschaft und Kultur.

### Das paderbornische Nebenland Kurkölns
1719 wurde der Wittelsbacher Clemens August, gleichzeitig Bischof von Münster, zum Bischof gewählt. Auf
Grund seiner Jugend musste Clemens August die geistliche Leitung des Bistums zunächst dem Domdechanten Wilhelm Hermann von Wolff-Metternich übertragen. Erst 1727 erhielt der junge Adelige die Bischofsweihe. Die administrative Führung des paderbornischen Territoriums wurde einem neu gegründeten „Geheimen Ratskollegium“ übertragen. Eine ebenfalls neue Hofkammer und der Hofrat bildeten oberste Landesbehörden – Maßnahmen der staatlichen Verdichtung und der Verwaltungsmodernisierung. Wirkliche Macht entfalten konnte der junge Bayer ab 1723 als Kurfürst von Köln. Später wurde er auch Fürstbischof von Hildesheim und Osnabrück.
Das Hochstift Paderborn entwickelte sich nun zu einem Nebenland Kurkölns und der Wittelsbacher Familie, deren bayerisches Wappen noch heute zahlreiche Bauten im Hochstift zieren. Das Land erlebte bei den Besuchen des Bischofs den Prunk seines Rokokohofes. Beredtes Beispiel für seinen Hang zur Repräsentation waren die Feierlichkeiten zur 900-Jahr-Feier der Reliquienübertragung des Heiligen Liborius mit einem Barockfeuerwerk und der Umbau des Residenzschlosses Neuhaus in einer barocken Gartenlandschaft. Seiner Initiative entspringen auch verschiedene Bauten wie die Jesuitenkirche in Büren. Für Clemens selbst hatte das Hochstift wegen seiner Jagdgründe in der Senne Bedeutung. Im Reich strebte der „Herr von Fünfkirchen“ nach weiterer Macht.
Auch sein paderbornisches Territorium geriet damit in machtpolitische Auseinandersetzungen, zunächst auf der Seite des Kaisers im Polnischen Thronfolgekrieg gegen Frankreich, dann im Österreichischen Erbfolgekrieg mit Frankreich gegen die österreichische Erzherzogin Maria Theresia. Den größten Erfolg der wittelsbacher Familie war die Wahl Karls VII. zum römisch-deutschen Kaiser. Karl wurde mit der Stimme seines Bruders Clemens Augusts gewählt und von ihm stellvertretend für den Papst gekrönt.

### Der Siebenjährige Krieg

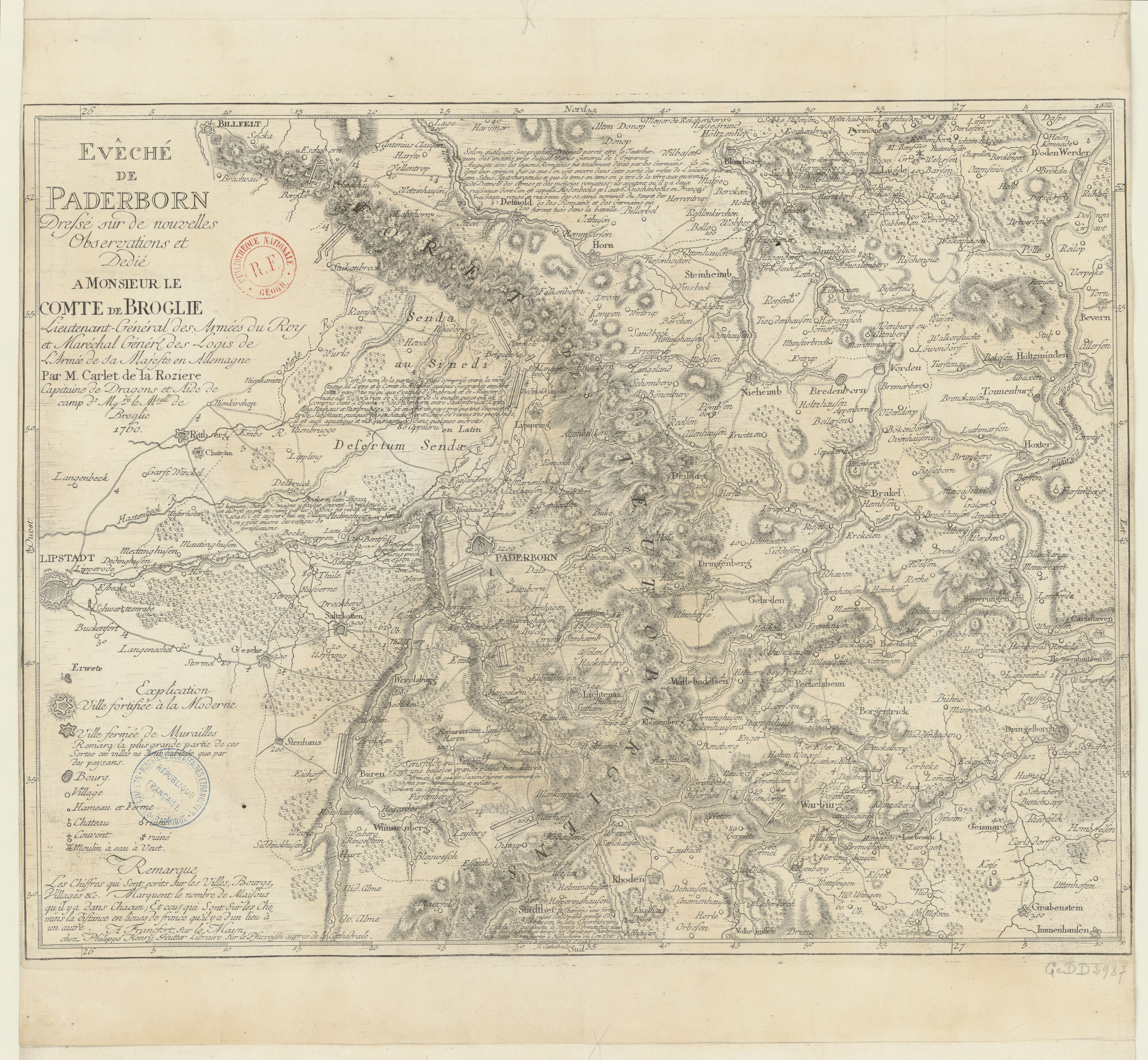
Karte des Hochstift Paderborn 1760 (Carlet de la Rozière, 1760)

In seine Regierungszeit fiel indes der überwiegende Teil des Siebenjährigen Krieges. Das Land stand auf Seiten des französischen Königreiches und des römisch-deutschen Kaisers, wurde aber von Alliierten und Franzosen als Verpflegungs- und Rekrutierungsgebiet, als Winterlager und bisweilen als Schlachtfeld (Schlacht bei Warburg) genutzt. Die Landeshauptstadt war immer wieder Hauptquartier der Truppen. Das paderbornische Regiment kämpfte derweil gemeinsam mit kurkölnischen und münsterschen Kontingenten der Reichsarmee außerhalb des Landes. Der Krieg ließ das Hochstift ausbluten und brachte viel Elend für die Bevölkerung.
Es war erklärtes Ziel des Kurfürstentums Braunschweig-Lüneburg, das Hochstift zu annektieren. Dies führte nach dem Tode von Bischof Clemens August 1761 zu einer zweijährigen Vakanz während des Krieges. Erst nachdem die Existenz des Hochstifts nach dem Pariser Frieden 1763 unter anderem durch Hilfe des französischen Bischofs von Le Mans und König Ludwig XV. gesichert war, konnte mit Wilhelm Anton von der Asseburg ein neuer Bischof gewählt werden.

### Späte Reformen und der Untergang des Hochstifts

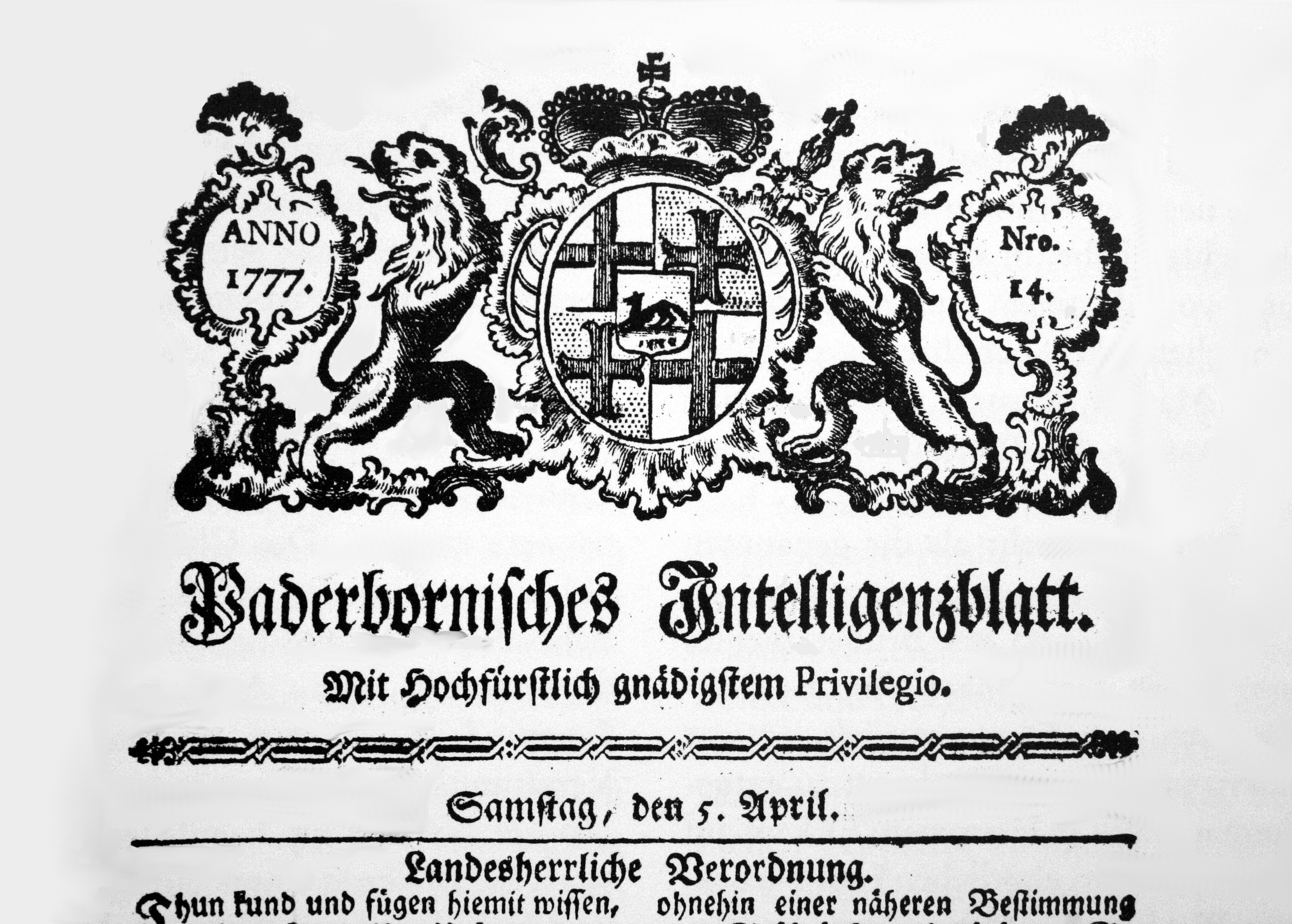
Die erste Seite der 14. Ausgabe des Paderbornischen Intelligenzblattes (1777)

Das Land litt noch in der zweiten Hälfte des 18. Jahrhunderts unter den Zerstörungen und Schulden des Krieges, ein Hauptgrund für die spätere negative Presse für das rückständig katholische Land in der protestantischen Aufklärungsliteratur. Die wirtschaftliche Lage blieb trotz der Versuche einer Gewerbeförderung durch Wilhelm Anton schwierig. Daneben begann der neue Fürstbischof mit Reformen im Bildungssystem. Diese fanden unter Friedrich Wilhelm von Westphalen und dem letzten Fürstbischof Franz Egon von Fürstenberg ihre Fortsetzung. Letzter orientierte sich dabei teilweise an der Reformpolitik des münsterschen Ministers Franz von Fürstenberg. Es wurde eine für die damalige Zeit fortschrittliche Schulordnung erlassen. Auch eine Normalschule in Paderborn zur verbesserten Ausbildung der Volksschullehrer wurde gegründet. In den Gymnasien löste Deutsch das Latein als Unterrichtssprache ab. Auch publizistisch suchte das Fürstentum Anschluss. Ab 1774 wurde das „Paderbornische Intelligenzblatt“ regelmäßig veröffentlicht.

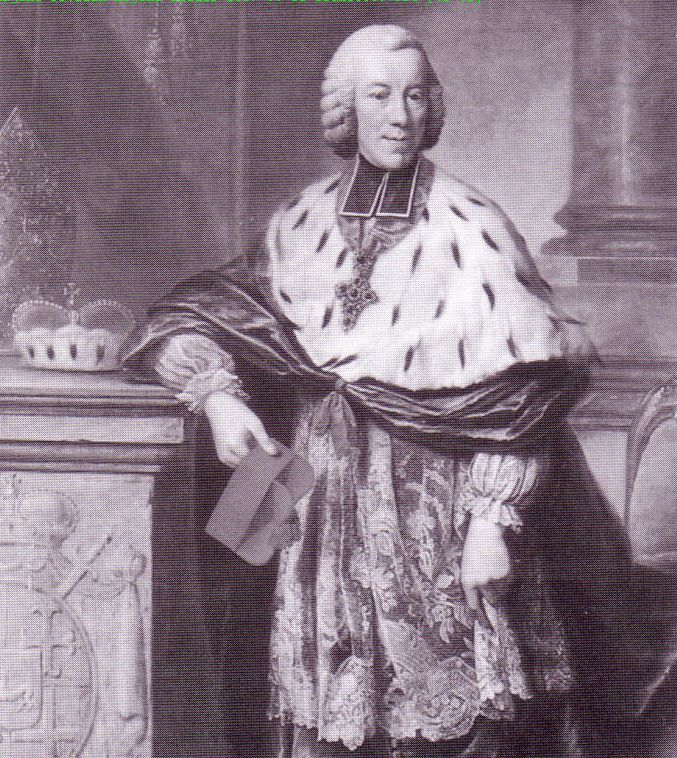
Der späte Reformer Wilhelm Anton (1763–1782)

Wie alle geistlichen Fürstentümer des alten Reiches stand das Hochstift in der Defensive gegenüber dem zentralistischen Verwaltungsstaat Preußen. Der Kleinstaat hatte noch immer mit einem übergroßen Schuldenberg zu kämpfen, der ohne Selbstverschulden durch den Siebenjährigen Krieg entstanden war. Auch fehlte eine Herrscherdynastie, die Reformen und Verbündetenstrategien nachhaltig verfolgen konnte. Auch im Paderbornischen begehrten im späten 18. Jahrhundert die unteren Schichten gegen die Stände auf. 1794 wurde die Steuerfreiheit von Klerus und Adel aufgehoben. Entscheidende Reformen blieben aber aus. Keineswegs war aber eine Bevölkerungsmehrheit an einer gänzlichen Auflösung der traditionellen Ordnung interessiert.
Entscheidend für den Untergang blieb die politische Großwetterlage. Auch das Hochstift wurde zum Spielball der europäischen Großmächte. Die letzte Autorität des Heiligen Römischen Reiches als Garant für die Reichsterritorien ging seinem Ende entgegen. Das katholische Frankreich, das noch 1648 die Eigenständigkeit des Hochstifts gerettet hatte, war zum Gegner geworden. Der Frieden von Campo Formio legte 1797 die Rheingrenze zugunsten des revolutionären Frankreichs fest. Der Reichsfriedenskongress zu Rastatt 1798 entschädigte die weltlichen Fürstentümer mit den schutzlosen geistlichen Gebieten. Auch der Zweite Koalitionskrieg 1798 konnte das Ende des Hochstifts Paderborn nicht aufhalten. Im Frieden von Lunéville 1801 war das Schicksal besiegelt.
Durch den Pariser Vertrag zwischen Frankreich und Preußen vom 23. Mai 1802 wurde das Hochstift Paderborn dem König von Preußen zugesprochen. Am 1. August 1802 besetzten preußische Truppen unter General von L’Estocq das Hochstift. Der Reichsdeputationshauptschluss besiegelte 1803 die Annexion des Hochstifts durch Preußen auch reichsstaatsrechtlich. Das Hochstift fiel 1803 als Entschädigungsland an Preußen. § 3 des Reichsdeputationshauptschlusses lautet: Dem Könige von Preußen, Kurfürsten von Brandenburg, für das Herzogthum Geldern, und den auf dem linken Rheinufer gelegenen Theil des Herzogthums Cleve, für das Fürstenthum Moeurs, die Bezirke von Sevenaer, Huissen und Malburg, und für die Rhein- und Maaszölle: die Bisthümer Hildesheim und Paderborn; … Der letzte Fürstbischof von Paderborn Franz Egon von Fürstenberg musste zwar die weltliche Herrschaft über die Hochstifte Paderborn und Hildesheim aufgeben, er behielt aber die geistliche Jurisdiktion über seine Bistümer bis zu seinem Tod 1825 und durfte weiterhin seine geistlichen und fürstlichen Titel führen. Fürstbischof Franz Egon von Fürstenberg residierte überwiegend in Hildesheim und wurde dort im Dom begraben.

## Landstände
Die Landstände des Hochstifts unterteilten sich in das Domkapitel, die Adeligen und die Städte. Alle drei Stände bildeten den Landtag.

### Domkapitel
Das Domkapitel Paderborn war der eigentliche Machtfaktor im Hochstift Paderborn. Es bestimmte nicht nur den Bischof, es hatte auch Teilhabe an der aktiven Regierungsgewalt. Besonders wichtig war seine Funktion während der Sedisvakanz. Wurde der Bischofssitz nicht besetzt, war es die eigentliche Regierung. Im Hochstift Paderborn bestand das Domkapitel aus 24 Domherren (Präbenden, auch Kapitulare genannt), im Vergleich mit anderen Hochstiften war die Anzahl durchschnittlich.
Waren im Mittelalter auch Bürgerliche für die Ämter zugelassen, schottete sich der zunehmend dominierende Adel immer weiter ab. Schon ab 1341 gehörten dem Domkapitel nur Adelige an. Zusätzlich mussten die Domherren adelige Vorfahren vorweisen können. Die stiftsfähigen Familien bildeten den für die geistlichen Staaten Nordwestdeutschland prägenden Stiftsadel. Neben ihrer machtpolitischen Stellung genossen die Domherren persönliche Vorzüge, bildeten doch die Stellen wichtige Versorgungsposten. Die Domherrenpfründen boten ein ausreichendes Einkommen für den Inhaber, meist zweitgeborene Söhne adeliger Familien ohne Erbanspruch. So waren Domherren vor allem weltlich lebende Adelige, die zum größten Teil in der Paderborner Domfreiheit residierten. Hier befanden sich auch ihre Dienstgebäude, die „Kurien“. Die Paderborner Domherren kamen zu etwa 80 % aus dem westfälischen Raum, unter ihnen viele aus dem Herzogtum Westfalen.
Frei werdende Stellen wurden in einem „komplexen Rotationsprinzip“ neu besetzt: in ungeraden Monaten besetzte der Papst, in geraden Monaten ein Domherr (Turnarius), der wiederum wöchentlich wechselte. Der Kaiser schließlich durfte die erste frei werdende Präbende nach seinem Regierungsantritt besetzen. Die Besetzung war meist mit Nepotismus und Korruption verbunden.
Für einen Domherren war seine sicherlich vorhandene Religiosität nicht maßgebend. Ein Domherr musste keine höheren Weihen empfangen. Er hielt sich meist Geliebte, samt Hausstand. Er konnte auch ohne weiteres die Präbende verlassen, um etwa das Erbe des Stammhauses anzutreten, wenn der erstgeborene Bruder starb. Vielfach waren Domherren auch Kapitulare in anderen Bistümern.
Die Domkapitulare hatten unterschiedliche Ämter, mit großen Einschränkungen Ministerämtern zu vergleichen. Der Dompropst bildete die Spitze des Kapitels, er verwaltete die umfangreichen Güter des Domkapitels und vertrat das Domkapitel nach außen. Der Cellerar war für den Lebensunterhalt der Domherren zuständig, der Thesaurar betreute den Domschatz, die liturgischen Geräte des Domes. Die Prioren waren die ältesten Mitglieder und bildeten den „geschäftsführenden Vorstand“ des Kapitels. Der Kämmerer war oberster Richter für die Bürger der Stadt Paderborn, der Kantor war für den Domchor, der Scholaster für die Domschule zuständig.
Auf Grund seiner politischen und wirtschaftlichen Macht besaß das Domkapitel einen umfassenden Organisationsgrad. Es hatte eine eigene Verwaltung mit eigenem Siegel und in Sedisvakanzen prägte es eigene Münzen. Durch Grundherrschaft besaß das Domkapitel auch die niedere Gerichtsbarkeit: Lippspringe, Atteln, Etteln, Henglarn, Husen, Scharmede, Dahl, Kleehof, Blankenrode und Bredenborn waren in der Hand der Domherren. Auch in weiteren 43 Orten des Hochstifts besaß das Domkapitel zum Teil umfangreiche Besitzungen.

### Ritterschaft
Obwohl nicht die Mehrzahl der Domherren dem paderbornischen Adel entstammten, so bestanden doch vielfältige verwandtschaftliche Beziehungen zu den anderen Domherren aus den vorwiegend westfälischen Adelshäusern. Die Ritterschaft besaß ein eigenes institutionelles Gefüge mit (Finanz-)Verwaltung. Ab der Mitte des 15. Jahrhunderts war neben der Ritterbürtigkeit die Landsässigkeit eine zentrale Voraussetzung für die Aufnahme und Zugehörigkeit. Im 17. Jahrhundert hatte der adelige Landstand sogar ein Selbstversammlungsrecht. Nicht alle Adeligen des Hochstifts Paderborn waren gleichzeitig Teil des Landstandes. Der Kandidat musste einen Rittersitz vorweisen und seine adelige Herkunft nachweisen können. Der Nachweis erfolgte über eine erwiesene und bezeugte Ahnenprobe, anfangs durch eine Vier- oder Acht-Ahnen-Probe, ab 1662 eine Sechzehn-Ahnen-Probe. Die paderbornische Ritterschaft nahm somit keine ausländischen Adelige (Rittersitz) und auch keine noblierten Adelige (Ahnen-Probe) auf. Der Ritterstand war somit im Gegensatz zum Domkapitel und zum Fürstbischof stets paderbornisch geprägt.
Folgende adelige Familien sind im 15./16. Jahrhundert im Hochstift nachweisbar: von Anreppen, von der Asseburg, von Brenken, von Bruck, von Büren, Krevet, von Dinkelburg, von Elmeringhusen, von Ense, von Falkenberg, von Graffen, von Haxthausen, von Herse, von Heygen, von Hörde, von Holthusen, von Imbsen, Juden, Kanne, von Ketteler, Langen, von der Lippe, von Luthardessen, von Mengersen, von Modexen, von Naten, von Niehusen, von Oeynhausen, von Ohsen, Rabe von Canstein, Rabe von Pappenheim, Rabe von Calenberg, Rebock, von Rost, von Scharfenberg, Schele, Schilder, Sesberg, von Siddessen, Spiegel, Stapel, von Sunrike, Valepage, von Verne, von Vlechten, Voswinkel, von Welda, von Westphalen, von Winzigerode und von Wrede.

### Städte
Das Hochstift Paderborn wies eine ungewöhnlich große Zahl von Städten auf. Tatsächlich bildeten die Stadtneugründungen ein wichtiges Instrument der Paderborner Bischöfe zur Stärkung der Landeshoheit, gerade auch in der Abwehr exterritorialer Ansprüche.
Das Verhältnis zwischen den Städten und dem Landesherrn war oftmals ambivalent. Auf der einen Seite war die große Unabhängigkeit vieler Städte dem Fürstbischof ein Dorn im Auge und führte gerade im Falle des protestantisch gewordenen Paderborns zu bürgerkriegsähnlichen Zuständen. Doch obwohl die Fürstbischöfe im Jahre 1370 auch räumlich aus der Landeshauptstadt endgültig nach Neuhaus übersiedelten, waren die Städte doch insgesamt Verbündete des territorialen Oberhauptes. So setzten sie sich 1429 dafür ein, „daß man paderbornisch bleiben und nicht kölnisch werden wolle“. Viele Wappen der Städte in den heutigen Landkreisen Paderborn und Höxter führen noch heute das paderbornische Wappen.
Der „Paderbornische Hof- und Staatskalender“ von 1789 führte 23 Städte als stimmberechtigt im „Städtischen Kollegium“ des Landtages auf. Vier Hauptstädte: Paderborn, Warburg, Brakel, Borgentreich und 19 sonstige (Siehe Infobox).
Siehe auch: Geschichte der westfälischen Städte

## Burgen, Rittersitze und Schlösser

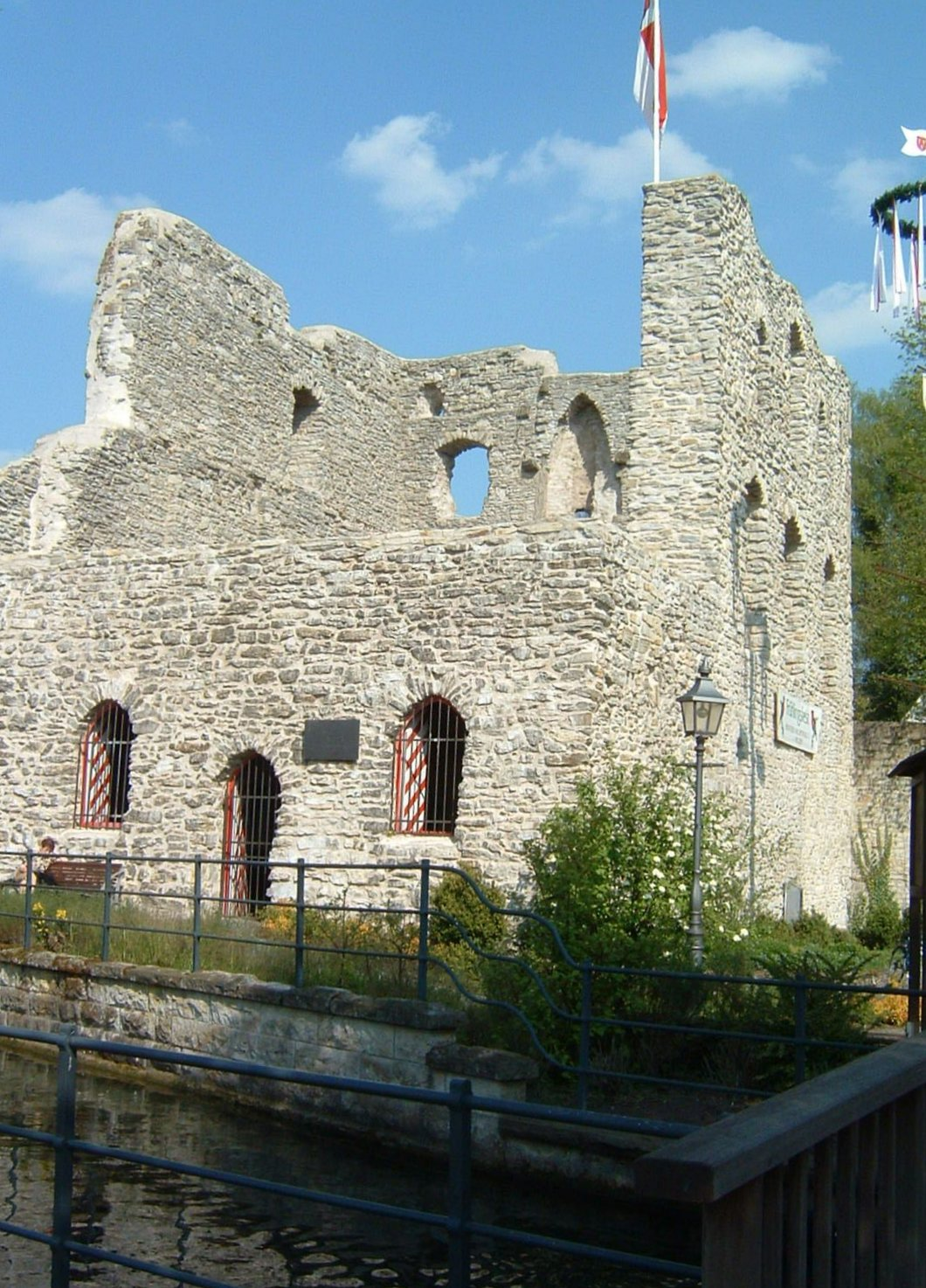
Die Burg Lippspringe, befestigter Sitz des Domkapitels

Das Hochstift Paderborn durchzog eine Vielzahl von Burgen und Rittersitzen. Als Residenzschloss im repräsentativen Sinne der Neuzeit kann nur Schloss Neuhaus gelten. Burgen und Orte mit landesherrlicher Bedeutung waren Neuhaus und Dringenberg als Oberamtssitze und bischöfliche Wohnsitze. Weitere zentrale Burgen waren die Stadtburg in Paderborn und die Burg Lippspringe des Domkapitels. Amtssitze waren Beverungen-Herstelle, Boke, Büren, Lichtenau, Lügde, Peckelsheim, Steinheim, Westernkotten, Wewelsburg, Wünnenberg.
Samtämter (gemeinsame Verwaltung mit Lippe) waren: Schwalenberg, Oldenburg, Stoppelberg.
Rittersitze des Landadels waren um 1665 in: Boke, Bökendorf, Borgentreich, Borgholz, Borlinghausen, Breitenhaupt, Brenken, Bühne, Dalheim, Daseburg, Dedinghausen, Desenberg, Dinkelburg, Eichholz, Eissen, Engar, Erpentrup, Essentho, Fürstenberg, Grevenburg, Hainholz, Helmern, Herbram, Herstelle, Himmighausen, Hinnenburg, Husen, Lichtenau, Liebenau, Lippspringe, Löwendorf, Lügde, Menne, Merlsheim, Natzungen, Niesen, Nordborchen, Peckelsheim, Pömbsen, Rheder, Riepen, Ringelstein, Salzkotten, Schweckhausen, Steinheim, Sudheim, Thienhausen, Thüle, Verne, Vinsebeck, Volbrexen, Wandschicht, Welda, Westheim, Wewer, Wintrup, Würgassen.

## Post- und Verkehrswesen
Das Hochstift lag relativ günstig in der Mitte des Reiches. Schon seit dem Mittelalter kreuzten sich hier alte Handelsstraßen zwischen Frankfurt und Lübeck und dem Hellweg, der vom Rhein über Paderborn in den Raum Hildesheim führte. Die frühe Kaiserliche Reichspost errichtete schon zum Ende des Dreißigjährigen Krieges eines von später insgesamt 20 Oberpostämtern des Reiches in der Landeshauptstadt. Nach Hamburg ist Paderborn als zweiter Ort mit Postkästen nachweisbar. Die günstige Verkehrslage hatte Auswirkungen auf militärstrategische Entscheidungen – vor allem während des Siebenjährigen Krieges.

## Verwaltung und Justiz

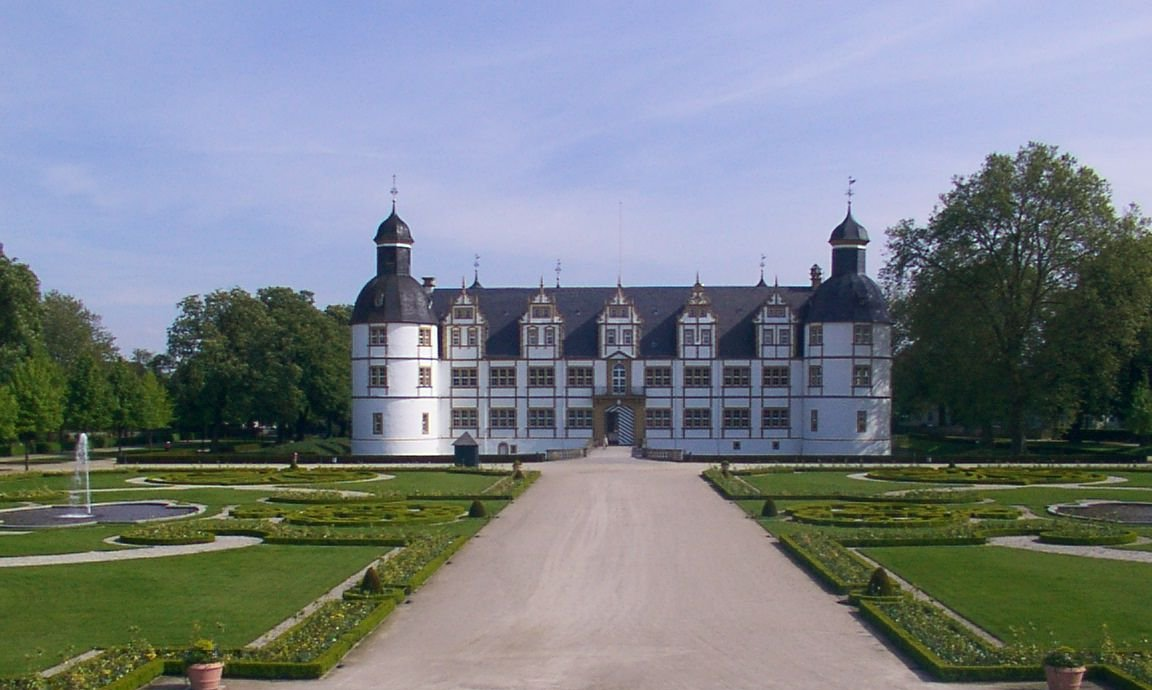
Schloss Neuhaus, 1370–1802 Residenz der Fürstbischöfe

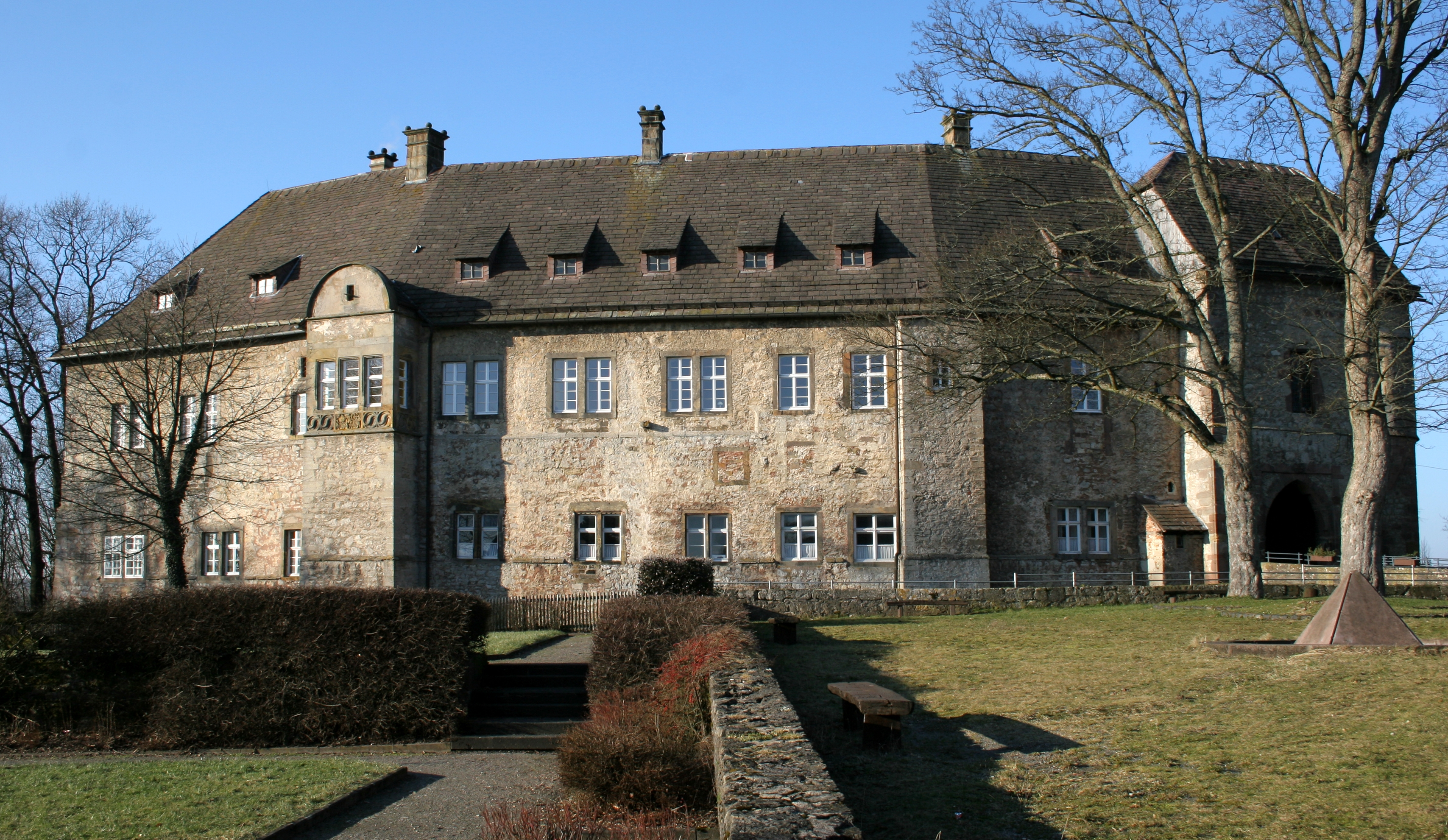
Burg Dringenberg

Neben und zum Teil über die Landstände hinweg bemühten sich die Fürstbischöfe und Administratoren um eine Zentralverwaltung, die mehr und mehr modernen Prinzipien gerecht werden sollte. Vorherrschend waren bis zum Ende des Fürstentums aber althergebrachte mittelalterliche Strukturen der Administration und Gerichtsbarkeit. Das Gebiet war in zum Teil unübersichtlich gegliederte Ämter, Oberämter und Distrikte eingeteilt (siehe Karte oben). Die Landdrosten in den Oberämtern Neuhaus (Unterwaldischer Distrikt) und Dringenberg (Oberwaldischer Distrikt) hatten nur partiell Zugriff auf die im Prinzip in ihrem Distrikt liegenden Ämter. So stand das Oberamt Neuhaus nicht über Lichtenau, Wünnenberg, Büren oder Wewelsburg, obwohl im gleichen Distrikt liegend. Das Oberamt Dringenberg hatte ebenfalls keinen Zugriff auf die Ämter Steinheim, Lügde, Beverungen und die drei lippisch-paderbornischen Samtämter.
Die Amtsgliederung war insbesondere wichtig für die Gerichtsbarkeit, nicht umsonst hießen einzelne Ämter Richterei.
Im 15. Jahrhundert entstanden erste Ansätze einer fürstlichen Verwaltung, mit Fachbeamten, die nur dem Fürsten unterstellt waren. Es entstand allmählich die Kanzlei (ab 1618 Regierungskanzlei), die im Sternberger Hof in der Stadt Paderborn arbeitete. Ebenfalls im Sternberger Hof tagten das geistliche Offizialatsgericht und erst seit 1569 das weltliche Hofgericht. Im 17. Jahrhundert wurde die Hofkammer von der Regierungskanzlei abgespalten zur Verwaltung der bischöflichen Güter, in der Kammer wiederum war die Lehnskurie in Neuhaus für die Verwaltung der bischöflichen Lehen zuständig. Aus der Hofkammer ging wiederum der Geheime Rat als oberste Behörde hervor.
Die Verwaltungsreformen des Reformbischofs Wilhelm Anton zur Entflechtung und Effizienzsteigerung kamen schlussendlich zu spät.

## Militärwesen

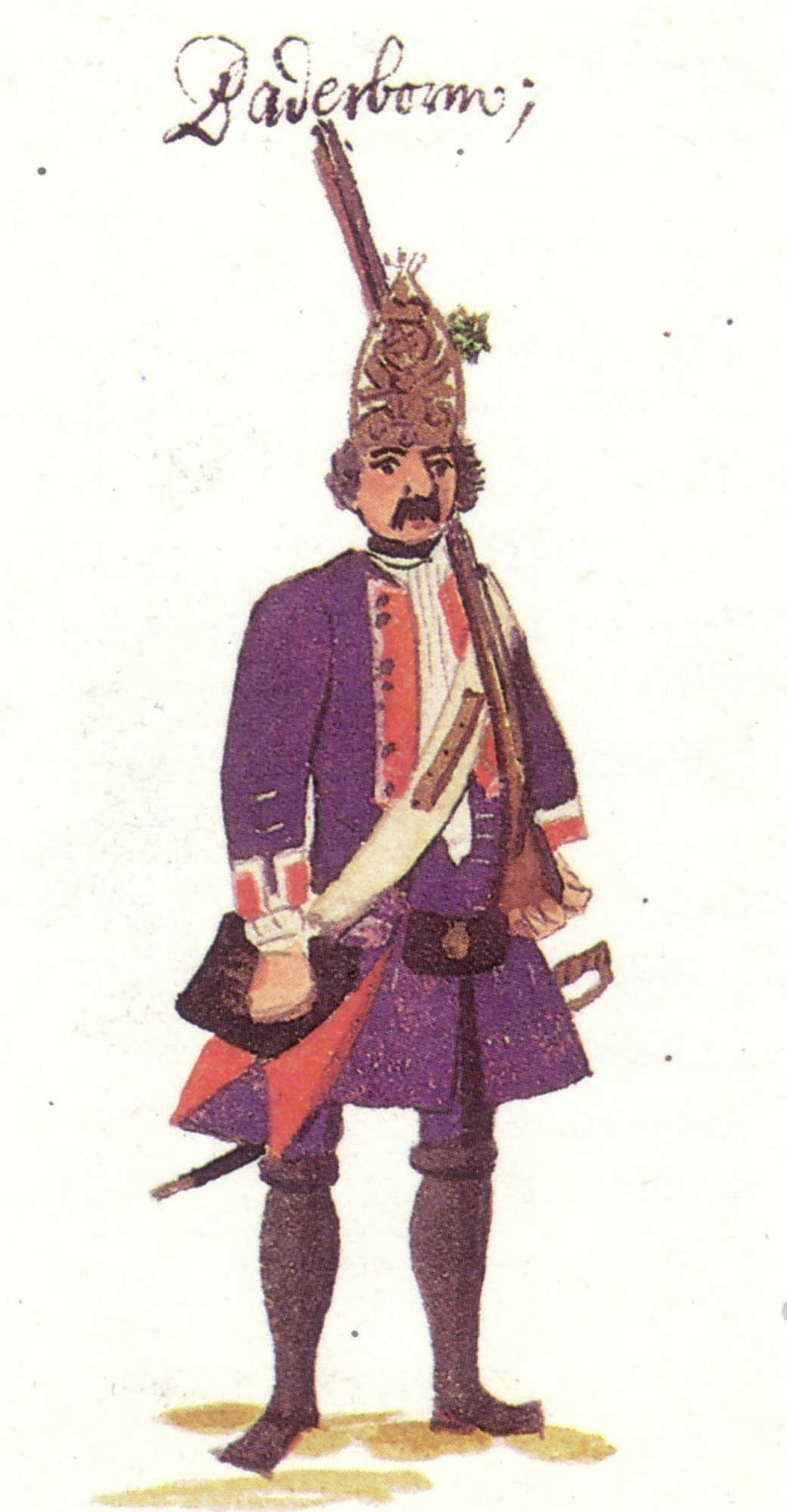
Paderbornischer Grenadier des Regiments Wenge zu Fuß im Polnischen Erbfolgekrieg vor Philippsburg 1734 – Zeitgenössische Gudenus-Handschrift

Das kleine paderbornische Territorium hielt sich stets bewaffnete Truppen, die teils für die Sicherung der Landesherrschaft des Fürstbischofs und des Domkapitels, teils zur Gefahrenabwehr von außen genutzt wurden. Sie dienten somit im heutigen Sinne polizeilichen als auch militärischen Aufgaben. Das Hochstift kam aber auch Verpflichtungen im Heiligen Römischen Reich nach. Regelmäßig stellte es Kontingente des niederrheinisch-westfälischen Kreises für die Reichsarmee.
Zunächst wurden die Landesherrschaft und das Territorium durch kostspielige Söldner geschützt, im 15. Jahrhundert bildeten sich aber erste milizähnliche Formationen heraus. Diese Landmiliz wurde im Hochstift „Landausschuß“ genannt. Der Landausschuss diente der Landesverteidigung und sollte sich vornehmlich aus Bauern zusammensetzen. Bedeutung hat diese Militärform aber nie erlangt, bis zum Siebenjährigen Krieg war sie fast gänzlich verschwunden, wurde zum Ende hin nur für Polizeiaufgaben genutzt.
Die Heeresmatrikel von 1422 führen noch keine paderbornischen Truppen, die Reichsmatrikel von 1521 führen 34 Fußsoldaten und 18 Reiter auf, die Listen für die Türkenhilfen sprechen von 36 Reitern und 68 Fußsoldaten. Kaiser Leopold I. setzte mit dem Reichsschluss von 1681 für das Hochstift eine bestimmte Truppenstärke fest, die allerdings zu Friedenszeiten nicht bindend war. Nur unzureichend erfüllte Paderborn die Erwartungen, lediglich bestärkt durch französische Machtansprüche am Rhein. Die genaue Größe der Truppen gingen über ein Bataillon (etwa 500 bis über 800 Mann) Infanterie und einige Kompanien Dragoner (ungefähr 100 Reiter) nicht hinaus. Das Infanterieregiment bestand aus 2–5 Musketier- und einer Grenadierkompanie. Die kostspielige Kavallerieeinheit verschwand um 1719. Ende des Siebenjährigen Krieges wurde zu Polizeizwecken vorübergehend ein Zug Husaren von 36 Mann in Sold gehalten. Zudem bestand noch eine Invalidenkompanie, zur Versorgung der pensionierten und invaliden Soldaten in Neuhaus.
In Friedenszeiten war das paderbornische Infanterieregiment sowohl in Paderborn als auch in der Residenz Neuhaus (Grenadiere) stationiert, meist bei der Bevölkerung einquartiert. Beliebt waren die Soldaten auch aus diesem Grunde wohl nicht, was in Anfeindungen während des „Kaffeelärms“ 1781 exemplarisch zum Ausdruck kam.
Trotz teilweise miserabler Ausstattung und sicher schlechter Ausbildung nahm das paderbornische Militär an mehreren Feldzügen teil. Die eigentliche Landesverteidigung fand nie statt. Das paderbornische Kontingent der Reichsarmee variierte über die Jahrhunderte und es wurden Planzahlen nie erfüllt, was in der Zeit durchaus üblich war. Vor 1681 musste das Land 34 Infanteristen und 18 Kavalleristen stellen, nach 1681 59,2 Infanteriesoldaten und 52 Kavalleristen. 1702 wurden für die „Westfälische Kreisarmatur“ 332 Infanteristen und 162,5 Kavalleristen genannt. Die Landestruppen nahmen erstmals 1689 bei der erfolgreichen Belagerung von Bonn im Pfälzischen Erbfolgekrieg gegen Frankreich teil. Es folgten Einsätze im Spanischen Erbfolgekrieg, im Polnischen Erbfolgekrieg und am Türkenkrieg 1736–1739 in Ungarn mit einer nominellen Stärke von 819 Mann. Im Österreichischen Erbfolgekrieg rückten sie in das Herzogtum Westfalen ein. Den längsten Feldzug unternahmen die Truppen in Thüringen und Sachsen 1757–1763 im Siebenjähren Krieg. Als Paderborn im Ersten Koalitionskrieg letztmals Truppen zur Reichsarmee stellen sollte, schloss das Hochstift einen Vertrag mit dem Prinzen Louis Victor Mériadec de Rohan, der gegen die Zahlung von Subsidien einen Teil seines Regiments besonders uniformieren und als Paderborner Kontingent führen sollte. Nachdem Paderborn dem Baseler Separatfrieden beigetreten war, wurde der Subsidienvertrag in einem Schreiben vom 9. September 1795 gekündigt. Am Zweiten Koalitionskrieg nahm Paderborn nicht mehr teil. Die Auflösung des Paderborner Militärs erfolgte 1802 durch die Annexion des Landes durch Preußen.

## Heraldik
Das Wappen des Hochstifts stellte stets ein Kreuz dar und ist seit dem 13. Jahrhundert belegt. Das rote Kreuz auf silbernem Grund findet sich noch heute im Schildhaupt des Wappens des Kreises Paderborn wieder. Das rot-silberne Wappen ist somit das Landeswappen. Erst mit dem letzten Fürstbischof Franz Egon von Fürstenberg 1789 übertrugen sich die Familienfarben gold/rot auf das Territorialwappen (goldenes Kreuz auf rotem Grund) und galten bis zur Auflösung 1802/1803. Die ähnliche Farb- und Formgebung der Stadt Paderborn ist wohl zufällig.

Wappen des Hochstifts Paderborn, wie es überwiegend gebraucht wurde
Das Wappen von Pyrmont wurde seit dem Anspruch Paderborns auf dieses Gebiet abwechselnd mit dem paderbornischen Kreuz im Wappenschild geführt
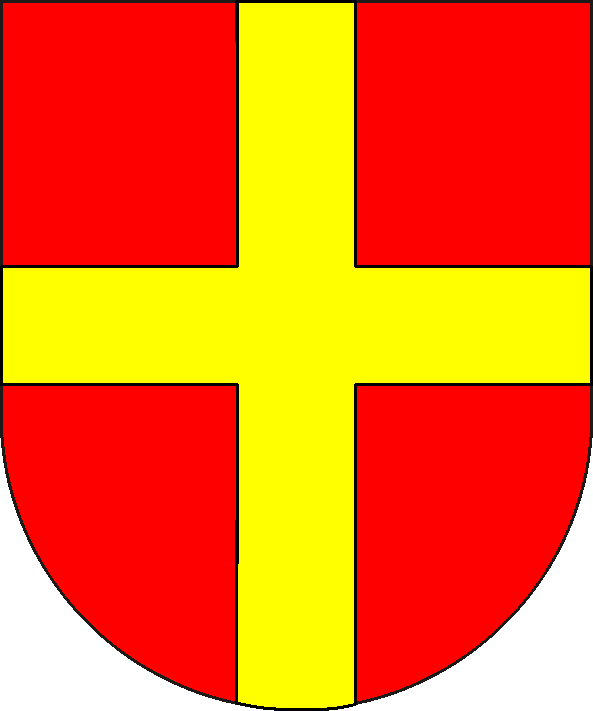
Fürstbischof Franz Egon änderte die Farben des Stiftswappens in rot-gold, Farben seiner Familie von Fürstenberg; gilt heute als Wappen der Region Hochstift

## Das Hochstift heute
Kirchenrechtlich bezeichnet die Seelsorgeregion Hochstift heute einen Gemeindeverband des römisch-katholischen Erzbistums Paderborn mit den kirchlichen Dekanaten Höxter, Büren-Delbrück, und Paderborn. Das alte Dekanat Corvey (östlicher Teil des Kreises Höxter) gehörte historisch nicht zum Hochstift Paderborn, sondern bildete ein eigenes Territorium.
Als in den 1970er-Jahren in Nordrhein-Westfalen die Gebietsreform in Angriff genommen wurde, gab es Überlegungen, das Land – ähnlich wie Baden-Württemberg in politisch wirksame Regionen einzuteilen. Das südöstliche Westfalen, das sowohl historisch sowie wirtschaftlich als einheitlicher Raum angesehen wurde, sollte in einem Hochstiftskreis Paderborn zusammengefasst werden, in welchem die bisherigen vier Kreise Paderborn, Warburg, Büren und Höxter vereint werden. Diese Pläne wurden jedoch schließlich – auch aufgrund des Widerstandes der Einwohner der Altstadt Höxter, die den Verlust ihrer historischen Identität und eine katholische Dominanz in dem geplanten Großkreis befürchteten – nicht im Sauerland/Paderborn-Gesetz umgesetzt.
Erst in den vergangenen Jahrzehnten ist der Begriff Hochstift wieder zu einem Bestandteil der regionalen Identität im Raum um Paderborn und Höxter geworden.

## Persönlichkeiten
| - Dietrich von Nieheim (1345–1418), Historiker und römischer Kurienvertreter - Gobelin Person (1358–1421), Historiker und katholischer Kirchenreformer - Hermann von Höxter (13??–1396) Medizinprofessor in Heidelberg - Friedrich Deys auch Friedrich Theis von Thesingen, (* um 1365 in Wünnenberg; † 1429), Bischof - Dietrich Ebbracht (1395–1462), Protonotar von Kaiser Siegmund, Kanoniker und Scholaster, führender Kirchenpolitiker zur Zeit des Basler Konzils - Ludwig Dringenberg (1410–1477), Pädagoge, Humanist - Otto Beckmann (1476–1540), Humanist - Heinrich von Spiegel zum Desenberg († 1380), Fürstbischof (im Hochstift Paderborn geboren) - Hermann Tulichius (1486–1540), lutherischer Theologe - Anton Corvinus (1501–1553), lutherischer Theologe - Heinrich Aldegrever (1502–1555), Kupferstecher, Maler und Siegelschneider - Reiner Reineccius (1541–1595), Historiker - Antonius Eisenhoit (1553–1603), Goldschmied, Kupferstecher und Zeichner - Matthaeus Pontanus (um 1565–1620), Buchdrucker - Dietrich von Falkenberg (1580–1631), Oberst in schwedischen Diensten und Militärkommandant von Magdeburg - Hermann Goehausen (1593–1632), Jurist („Hexentheoretiker“) - Heinrich von Schultheiß (1580–1646), Jurist („Hexenrichter“) - Johannes Gigas (1582–1637), Kartograph, Mediziner, Mathematiker und Physiker - Friedrich Spee von Langenfeld (1591–1635), katholischer Moraltheologe, Lyriker und Schriftsteller - Johann von Sporck (1595–1679), kaiserlicher Kavallerie-General - Nicolaus Schaten (1608–1676), Jesuit, Historiker | - Moritz von Büren (1604–1661), Jesuit, Präsident des Reichskammergerichtes - Peter von Buschmann (um 1604–1673) Kanzler des Hochstifts Paderborn, später von Kurköln, Gesandter bei den Friedenskongresses von Osnabrück und Münster. - Johann Georg Rudolphi (1633–1693), Maler - Johannes Adrian von Plencken (1635–1719), Jurist, Hoher Beamter - Carl Ferdinand Fabritius (1637–1673), Maler - Alexander Hermann von Wartensleben (1650–1734), preußischer Generalfeldmarschall - Vitus Georg Tönnemann (1659–1740), Jesuit, Berater bzw. Beichtvater der Kaiser Joseph I. und Karl VI. - Johann Conrad Schlaun (1695–1773), Barock-Architekt und Militär - Wilhelm Anton von der Asseburg (1707–1782), Fürstbischof (im Hochstift Paderborn geboren) - Herman Ulphilas (1702–1761), Naturforscher - Friedrich Wilhelm von Westphalen (1727–1789), Fürstbischof (im Hochstift Paderborn geboren) - Josephus Simon Sertürner (1729–1798), Landmesser, Ingenieur, Architekt - Anton Joseph Stratmann (1732–1807), Maler - Werner Adolph von Haxthausen (1744–1823), fürstbischöflich-paderbornischer Drost im Amt Lichtenau, Großvater der Dichterin Annette von Droste-Hülshoff - Leander van Eß (1772–1847), katholischer Theologe und Bibelübersetzer - Andreas Winter (1774–1855), Priester und Kaplan - Johann Theodor von Natorp (1777–1830), Landbaumeister - Wilhelm von Mengersen (1777–1836), Politiker - Werner Graf von Haxthausen (1780–1842), preußischer Staatsbeamter und Philologe - Sophie Antonie Luise Schröder (1781–1868), Schauspielerin - Moritz Bachmann (1783–1872), Jurist - Friedrich Wilhelm Adam Sertürner (1783–1841), Apotheker - August Franz von Haxthausen (1792–1866), Agrarwissenschaftler und (Reise-)Autor |

Siehe auch: Liste der Fürstbischöfe von Paderborn